# 毛果蝇属
毛果蝇属（學名：Hirtodrosophila）是果蝇科下的一个属。从前是果蝇属下的一个亚属，1990年由Grimaldi升格为属。

## 描述
第三触角节相当大，刚毛通常较长。触角芒有一腹侧分支，前面修饰的毛向下弯曲

## 分布
世界各地都有，不过多数种分布在热带和亚热带。